# Sloanea megacarpa
Sloanea megacarpa là một loài thực vật có hoa trong họ Côm. Loài này được Steyerm. & Marc.-Berti miêu tả khoa học đầu tiên năm 1968.